# 달빛 Chainon
〈달빛 Chainon〉(月色Chainon 츠키이로 셰농[*])은 모모이로 클로버 Z의 스물한 번째 싱글이다. 2021년 1월 13일에 발매되었다. ‘모모이로 클로버 Z 반’과 ‘Eternal 반’의 두 가지 사양으로 발매된다.

## 수록 내용

### 모모이로 클로버 Z 반
| 품번 | KIZC-610 ~ 11 | 음악가 | 모모이로 클로버 Z |

| #  | 제목                                                                         | 작사            | 작곡          | 편곡 | 재생 시간 |
| -- | ---------------------------------------------------------------------------- | --------------- | ------------- | ---- | --------- |
| 1. | 〈月色Chainon ももいろクローバーZ ver. 달빛 Chainon 모모이로 클로버 Z ver.〉 | 白薔薇sumire    | 코사카 아키코 |      |           |
| 2. | 〈ムーンライト伝説 -ZZ ver.- 달빛 전설 -ZZ ver.-〉                           | 오다 카나코     | 코모로 테츠야 |      |           |
| 3. | 〈Moon Revenge -ZZ ver.-〉                                                   | 후유모리 카요코 | 코사카 아키코 |      |           |
| 4. | 〈タキシード・ミラージュ -ZZ ver.- 턱시도 미라주 -ZZ ver.-〉                 | 타케우치 나오코 | 코사카 아키코 |      |           |
| 5. | 〈MOON PRIDE -ZZ ver.-〉                                                     | Revo            | Revo          |      |           |
| 6. | 〈月虹 -ZZ ver.-〉                                                           | 白薔薇sumire    | 코사카 아키코 |      |           |
| 7. | 〈ニュームーンに恋して -ZZ ver.- 뉴문에 사랑을 -ZZ ver.-〉                   | 티카 · α        | 티카 · α      |      |           |
| 8. | 〈月色Chainon〉 (off vocal ver.)                                             |                 | 코사카 아키코 |      |           |

| #  | 제목                                | 재생 시간 |
| -- | ----------------------------------- | --------- |
| 1. | 〈月色Chainon MV〉 (녹음 풍경 사용) |           |

### Eternal 반
| 품번 | KIZC-608〜9 | 음악가 | 모모이로 클로버 Z with 세일러 5 전사 - 세일러 문(CV: 미츠이시 코토노) - 세일러 머큐리(CV: 카네모토 히사코) - 세일러 마스(CV: 사토 리나) - 세일러 쥬피터(CV：코시미즈 아미) - 세일러 비너스(CV: 이토 시즈카) |

| #  | 제목                                      | 노래                                 | 재생 시간 |
| -- | ----------------------------------------- | ------------------------------------ | --------- |
| 1. | 〈月色Chainon 달빛 Chainon〉              | 모모이로 클로버 Z with 세일러 5 전사 |           |
| 2. | 〈私たちになりたくて 우리가 되고 싶어서〉 | 이시다 요코                          |           |
| 3. | 〈“らしく”いきましょ “나답게” 갈 거야〉   | ANZA                                 |           |
| 4. | 〈月色Chainon〉 (off vocal ver.)          |                                      |           |
| 5. | 〈私たちになりたくて〉 (off vocal ver.)   |                                      |           |
| 6. | 〈“らしく”いきましょ〉 (off vocal ver.)   |                                      |           |

| #  | 제목                                     | 재생 시간 |
| -- | ---------------------------------------- | --------- |
| 1. | 〈月色Chainon MV〉 (영화 본편 영상 사용) |           |

## 설명
月色Chainon / 달빛 Chainon
영화 “극장판 미소녀전사 세일러문 Eternal”(전편: 2021년 1월 8일 개봉, 후편: 2월 11일 개봉)의 주제가이다..
모모이로 클로버 Z가 “세일러문” 시리즈에 참가하는 것은 열두 번째 싱글 〈MOON PRIDE〉 이후 7년 만이다.
‘모모이로 클로버 Z 반’은 ‘모모이로 클로버 Z ver.’으로 모모이로 클로버 Z 4명이 부른 버전이 수록된다. ‘Eternal 반’에는 ‘모모이로 클로버 Z with 세일러 5 전사’로  모모이로 클로버 Z 4명과 ‘세일러 5 전사’(세일러 문(CV: 미츠이시 코토노), 세일러 머큐리(CV: 카네모토 히사코), 세일러 마스(CV: 사토 리나), 세일러 쥬피터(CV：코시미즈 아미), 세일러 비너스(CV: 이토 시즈카))의 9명이 부르는 버전이 수록된다.
ムーンライト伝説 -ZZ ver.- / 달빛 전설 -ZZ ver.-
모모이로 클로버 Z가 〈ムーンライト伝説 / 달빛 전설〉를 커버한 곡이다.
Moon Revenge -ZZ ver.-
모모이로 클로버 Z가 〈Moon Revenge〉를 커버한 곡이다.
タキシード・ミラージュ -ZZ ver.- / 턱시도 미라주
모모이로 클로버 Z가 〈タキシード・ミラージュ / 턱시도 미라주〉를 커버한 곡이다.
MOON PRIDE -ZZ ver.-
〈MOON PRIDE〉를 네 명이 부른 버전이다. 음반 《MOMOIRO CLOVER Z》 초도 한정반 B의 특전 CD에도 수록되어 있다.
月虹 -ZZ ver.- / 월홍 -ZZ ver.-
〈月虹〉를 네 명이 커버한 버전이다.
ニュームーンに恋して -ZZ ver.- / 뉴문에 사랑을
모모이로 클로버가 〈ニュームーンに恋して〉를 커버한 곡이다.
私たちになりたくて / 우리가 되고 싶어서
극장판 《미소녀전사 세일러문 Eternal》 전편 닫는 곡
“らしく”いきましょ / “나답게” 갈 거야
극장판 《미소녀전서 세일러문 Eternal》 후편 닫는 곡